# María Concepción Ovín Ania
María Concepción Ovín Ania est une chimiste espagnole spécialiste de la chimie du solide. Elle dirige ses recherches au laboratoire Conditions extrêmes et matériaux : haute température et irradiation au Campus CNRS Orléans. En 2023, elle reçoit la médaille d'argent du CNRS.

## Biographie
María Concepción Ovín Ania soutient sa thèse de doctorat à l'Université d'Oviedo en 2003. La même année, elle intègre le conseil supérieur de la recherche scientifique en tant qu'assistante de recherche. Entre 2004 et 2005, elle mène des recherches postdoctorales au City College of New York, puis au Centre de recherche sur la matière divisée d'Orléans de 2005 à 2006. En 2006, elle rentre en Espagne et travaille à nouveau en tant qu'assistante de recherche au CSIC. Elle rejoint le CNRS en 2017. 
Ses recherches portent sur les matériaux nanoporeux et visent à développer des matériaux utiles pour l'environnement (ces travaux s’inscrivent dans les stratégies de développement durable fixées par des organisations internationales telles que l’ONU). Ces nanopores peuvent absorber des molécules cibles polluantes tels que les gaz à effet de serre et peuvent être utilisés pour le traitement de la pollution de l’eau et de l'air. Elle reçoit la médaille d'argent du CNRS en 2023 pour ses recherches.

## Distinctions et récompenses
- 2023 : médaille d'argent du CNRS[2]
- 2016: Bourse Consolidator Grant du Conseil européen de la recherche pour le projet Integrating photochemistry in nanoconfined carbon-based porous materials in technological processes sur la photochimie[3]